# 山根武亮

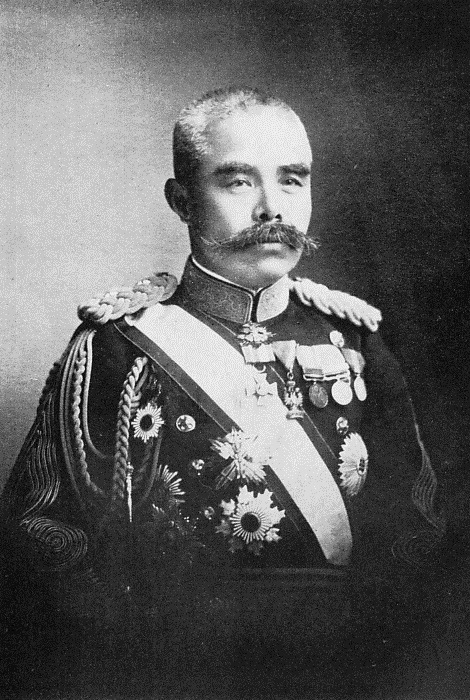
山根武亮

山根 武亮（やまね たけすけ、嘉永6年2月15日（1853年3月24日） - 1928年（昭和3年）4月4日）は、日本陸軍の軍人。最終階級は陸軍中将。貴族院議員、男爵。勲一等受章。

## 経歴
長州藩士・山根修平の二男として生まれる。明倫館で学び、警視庁巡査を経て、1875年（明治8年）2月、陸軍士官学校に入学。少尉試補、工兵少尉・工兵第1大隊付を経て、1878年（明治11年）12月、陸軍士官学校（旧1期）を卒業する。
参謀本部出仕（清国駐在）、参謀本部管西局、清国差遣、ドイツ駐在、ドイツ・オーストリア留学、工兵第1大隊長、参謀本部第1局員などを経て、日清戦争に第2軍兵站参謀長として出征した。続けて台湾平定（乙未戦争）に臨時台湾鉄道隊隊長として従軍。隊長として台湾縦貫鉄道の既設鉄道の業務及改築並び新竹以南の線路の施設にあたり、当時比類なき難工事とされ300余名の病死者を出しながら竹仔藔トンネルを完成させ、東抗門に「双龍」の字を刻んだ。
第6師団参謀長、第12師団参謀長などを歴任し、1900年（明治33年）4月、陸軍少将に進級。佐世保要塞司令官、清国駐屯軍司令官、清国公使館付、参謀本部付などを経て、日露戦争では臨時軍用鉄道監として出征し、仁川で任務を遂行した。鉄道監、下関要塞司令官を歴任し、1906年（明治39年）7月、陸軍中将となる。第8師団長、第12師団長、近衛師団長を経て、1915年（大正4年）2月、後備役に編入。
1907年（明治40年）9月、男爵を叙爵し華族となり、貴族院男爵議員を1918年（大正7年）7月10日から死去するまで務めた。

## 栄典
位階
- 1880年（明治13年）2月26日 - 正八位[7]
- 1881年（明治14年）7月20日 - 従七位[7]
- 1884年（明治17年）4月24日 - 正七位[7][8]
- 1891年（明治24年）12月28日 - 従六位[9]
- 1894年（明治27年）10月20日 - 正六位[10]
- 1896年（明治29年）5月15日 - 従五位[11]
- 1900年（明治33年）7月10日 - 正五位[12]
- 1905年（明治38年）7月20日 - 従四位[13]
- 1909年（明治42年）2月1日 - 正四位[14]
- 1912年（明治45年）3月1日 - 従三位[15]
- 1915年（大正4年）3月11日 - 正三位[16]
- 1926年（大正15年）3月15日 - 従二位[17]

勲章等
- 1879年（明治12年）4月23日 - 勲六等単光旭日章[7]
- 1893年（明治26年）11月29日 - 勲四等瑞宝章[18]
- 1895年（明治28年）9月20日 - 功四級金鵄勲章・旭日小綬章[19]
- 1896年（明治29年）11月18日 - 明治二十七八年従軍記章 [20][21]
- 1897年（明治30年）11月25日 - 勲三等瑞宝章[22]
- 1904年（明治37年）11月29日 - 勲二等瑞宝章[23]
- 1906年（明治39年）4月1日 - 功二級金鵄勲章・旭日重光章・明治三十七八年従軍記章 [24]
- 1907年（明治40年）9月21日 - 男爵[25]
- 1909年（明治42年）11月24日 - 勲一等瑞宝章[26]
- 1912年（大正元年）8月1日 - 韓国併合記念章[27]
- 1915年（大正4年）
  - 4月24日 - 旭日大綬章[28]
  - 11月7日 - 大正三四年戦役従軍記章[29]
  - 11月10日 - 大礼記念章（大正）[30]

外国勲章佩用允許
- 1889年（明治22年）4月9日 - プロイセン王国：赤鷲第四等勲章[31]
- 1890年（明治23年）12月12日 - オーストリア＝ハンガリー帝国：鉄冠第三等勲章[32]
- 1904年（明治37年）1月20日 - 大清帝国：二等第一双龍宝星[33]
- 1905年（明治38年）1月26日 - 大韓帝国：勲一等八卦大綬章[34][35]

## 親族
- 妻 山根夛加 高島徳右衛門（実業家）の娘[36]。
- 二男 山根健男（貴族院男爵議員）[37]